# Черазо
Чера̀зо (на италиански: Ceraso; на неаполитански: Ciras', Чиразъ) е малко градче и община в Южна Италия, провинция Салерно, регион Кампания. Разположено е на 325 m надморска височина. Населението на общината е 2532 души (към 2010 г.).